# James Booker

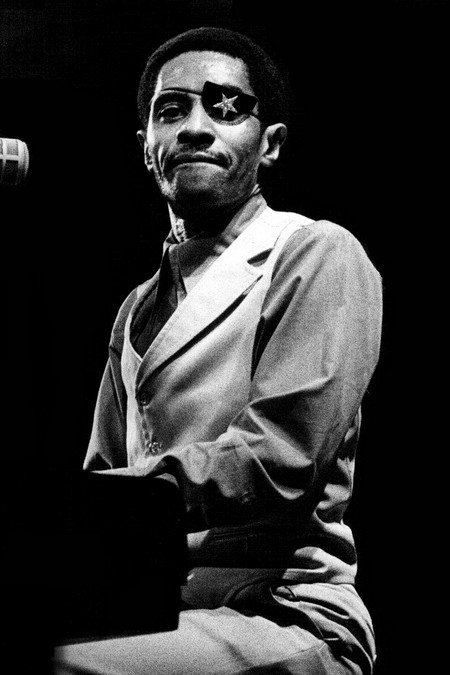
James Booker in 1978

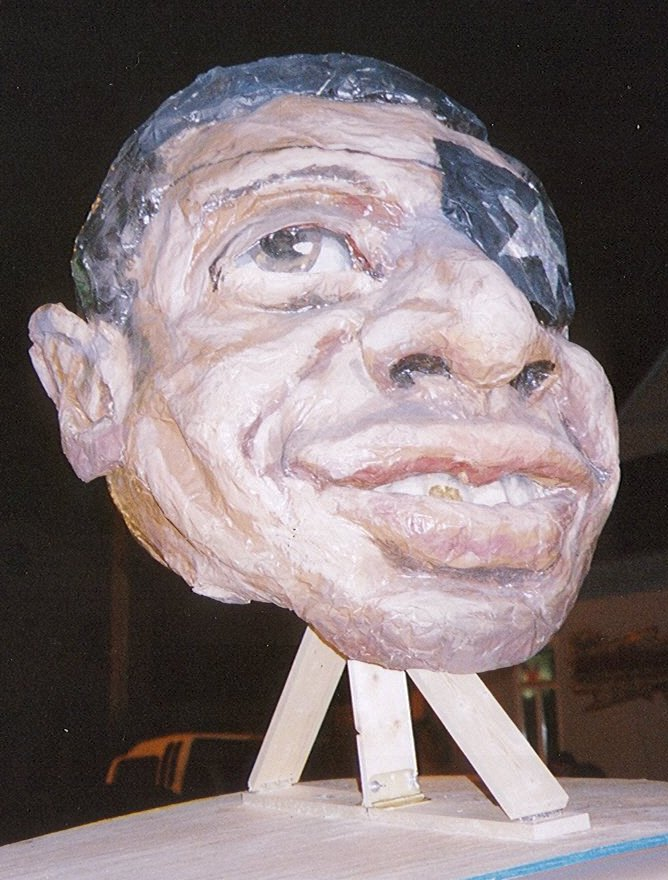
Papiermaché masker van James Booker

James Carroll Booker III (New Orleans, 17 december 1939 – aldaar, 8 november 1983) was een Amerikaanse pianist en zanger.

## Biografie
James Booker, bijgenaamd "The Piano Prince of New Orleans", "The Bayou Maharadjah", of "The Black Liberace" werd ooit door Dr. John gekscherend beschreven als "the best black, gay, one-eyed junkie piano genius New Orleans has ever produced" (de beste zwarte, homoseksuele, eenogige junkie-pianogenie die ooit uit New Orleans is voortgekomen). De stijlen die Booker speelde varieerden: hij speelde rustige stukken in het jazz-genre maar ook rock. Hij creëerde een aparte stijl door zijn akkoorden op een monotone manier te spelen en dan te verdelen door een lagere toon in de baslijn. Naast dit alles had hij ook een krachtige stem. Hij werd sterk beïnvloed door onder anderen Professor Longhair en Ray Charles.
Booker bracht zijn jeugd voornamelijk door aan de kust van Mississippi. Hij kreeg een saxofoon van zijn moeder maar toonde een grotere interesse in de piano. De muziekleraar van zijn zus leerde hem muziek lezen en piano spelen. Hij speelde geregeld orgel in de kerk waar zijn vader preekte. Op 10-jarige leeftijd werd hij aangereden door een snelrijdende ambulance. Vanaf dat moment liep hij kreupel en vanwege de morfine die hij kreeg toegediend raakte hij drugsverslaafd en leidde hij zijn verdere leven aan geestesstoornissen.
Op vroege leeftijd al was hij muzikaal talent. Hij kon al klassiekers spelen vanaf zijn zesde levensjaar en oefende tot zijn twaalfde. Nadat hij in zijn tienerjaren terugkeerde naar New Orleans volgde hij muzieklessen aan de Xavier Academy Preparatory School. Hij kon onder andere de solo's van Chopin, Erroll Garner, en Liberace uit het hoofd spelen. Hij "ontsnapte" weleens om boogiewoogie te spelen en leerde ook plaatselijke muziekstijlen van een vriend, Tuts Washington.
In deze periode richt hij ook zijn eerste band op, Booker Boy and the Rhythmaires, samen met onder andere zijn klasgenoot Art Neville, een van de Neville Brothers.
Zijn zus Betty Jean nam hem mee naar haar optredens voor WMRY, een radiostation in New Orleans, waar zij in een gospelprogramma zong. Tijdens een van de repetities werd zijn pianospel opgemerkt door de eigenaar, die hem een plek gaf in de 'Jazz & Blues Show'. Producer Dave Bartholomew hoorde zijn spel en was zo onder de indruk dat hij hem uitnodigde in de studio van Imperial Records waar hij de single "Doing the Hambone" opnam. Net veertien jaar oud was James de jongste artiest die ooit voor dat label uitkwam. Ook het bekende Chess label merkte James op en liet hem samen met Art Neville de single "Heavenly Angel" opnemen. Geen van beide platen maakte veel ophef.

## Discografie

### Singles
Open the Door/Teenage Rock, 1958: Ace Records (als 'Little Booker')

Cool Turkey/Gonzo, 1960: Peacock Records

Smacksie, 1961: Peacock Records

Tubby, 1962: Peacock Records

Cross My Heart/Big Nick, 1963: Peacock Records

### Albums
Junco Partner, 1976: Island, 1993: Hannibal (re-issue)

The Piano Prince Of New Orleans, 1976: Aves

Blues & Ragtime From New Orleans, 1976: Aves

New Orleans Piano Wizard: Live!, 1977: Gold, 1983: Rounder (re-issue)

Classified, 1982: Demon, 1993: Rounder (re-issue)

King of New Orleans Keyboard Vol. I & II, 1984-1985: JSP, 2005: JSP (re-issue)

Mr. Mystery, 1984: Sundown

Let's Make A Better World!, 1991: Amiga

Resurrection Of The Bayou Maharajah, 1993: Rounder

Spiders On The Keys, 1993: Rounder

The Lost Paramount Tapes, 1995: DJM

More Than All The 45's, 1996: Night Train International

New Orleans Keyboard King, 1996: Orbis

Live At Montreux, 1997: Montreux Sounds

United Our Thing Will Stand, 2000: Night Train International

A Taste Of Honey, 2000: Night Train International

Manchester '77, 2007: Document